# Lauryn Williams
Pour les articles homonymes, voir Williams.
Lauryn Williams, née le 11 septembre 1983 à Pittsburgh en Pennsylvanie, est une ancienne athlète américaine spécialiste du sprint, championne du monde du 100 mètres en 2005 à Helsinki et vice-championne olympique sur la même distance en 2004. 
Elle réoriente sa carrière vers le bobsleigh pour les saisons 2013/2014 et 2014/2015 et remporte en tant que pousseuse la médaille d'argent en bob à deux féminin avec la pilote Elana Meyers lors des Jeux d'hiver de Sotchi 2014, devenant la cinquième athlète depuis 1924  (hommes et femmes confondus) à être montée sur un podium olympique à la fois en été et en hiver.

## Carrière

### Athlétisme
Elle effectue ses études à Rochester puis à l'université de Miami. Pratiquant le sprint, elle se qualifie pour les Jeux olympiques 2004 d'Athènes en battant d'un centième Gail Devers pour la 3e place qualificative lors des sélections américaines. Elle remporte alors à Athènes la médaille d'argent.L'année suivante, elle remporte sous la pluie la médaille d'or du 100m lors des Championnats du monde 2005 à Helsinki (10 s 93) devant la Jamaïcaine Veronica Campbell et la Française Christine Arron, puis un 2e titre mondial avec le relais 4 × 100 m des États-Unis (41 s 78).
Lors des mondiaux en salle à Moscou, elle rate de peu la médaille d'or en finissant deuxième de la finale du 60 m derrière sa compatriote Me'Lisa Barber. Les deux jeunes femmes sont créditées du même chrono : 7 s 01. En 2007, alors qu'elle est gênée par une blessure inconnue à la jambe, Lauryn Williams parvient à remporter la médaille d'argent du 100 m lors des Championnats du monde d'Osaka. Elle est battue aux millièmes près par la Jamaïcaine Veronica Campbell-Brown (11 s 01) et ne conserve pas son titre acquis deux ans plus tôt à Helsinki. Elle gagne ensuite la médaille d'or du relais 4 × 100 m au sein du quatuor de l'équipe américaine.
Qualifiée pour la finale des Jeux olympiques de Pékin, elle échoue au pied du podium en 11 s 03 derrière trois Jamaïcaines, Shelly-Ann Fraser, Sherone Simpson et Kerron Stewart. Elle termine l'année suivante cinquième des championnats du monde de Berlin sur 100 m en 11 s 01. Lors des Jeux olympiques d'été de Londres en 2012, Lauryn Williams court les séries du 4 × 100 m mais pas la finale remportée par les États-Unis. Elle est donc championne olympique en vertu de sa participation à l'épreuve dans les rangs de la formation américaine.

### Bobsleigh
Mettant fin à sa carrière d'athlète à l'été 2013, Williams tente une nouvelle aventure dans le Bobsleigh. Le 19 janvier 2014, Williams remporte sa première médaille d'or de bobsleigh dans une Coupe du monde à Igls, en Autriche. Elle est ensuite sélectionnée pour faire partie de l'équipe olympique américaine de bobsleigh. Un mois plus tard, jour pour jour, elle conquiert la médaille d'argent en bobsleigh à deux aux Jeux olympiques d'hiver de Sotchi avec la pilote Elana Meyers à bord du bob « USA-1 ».  Elle devient la cinquième athlète à remporter une médaille lors de Jeux olympiques d'été et d'hiver.

## Palmarès
| Date       | Compétition                    | Lieu           | Résultat | Épreuve          | Temps         |
| ---------- | ------------------------------ | -------------- | -------- | ---------------- | ------------- |
| Athlétisme |                                |                |          |                  |               |
| 2002       | Championnats du monde juniors  | Kingston       | 1re      | 100 m            | 11 s 33       |
| 2002       | Championnats du monde juniors  | Kingston       | 2e       | 4 x 100 m        | 43 s 66       |
| 2003       | Jeux Panaméricains             | Saint-Domingue | 1re      | 100 m            | 11 s 12       |
| 2003       | Jeux Panaméricains             | Saint-Domingue | 1re      | 4 x 100 m        | 43 s 06       |
| 2004       | Jeux olympiques d'été          | Athènes        | 2e       | 100 m            | 10 s 96       |
| 2004       | Finale mondiale                | Monaco         | 3e       | 100 m            | 11 s 21       |
| 2005       | Championnats du monde          | Helsinki       | 1re      | 100 m            | 10 s 93       |
| 2005       | Championnats du monde          | Helsinki       | 1re      | 4 x 100 m        | 41 s 78       |
| 2005       | Finale mondiale                | Monaco         | 3e       | 100 m            | 11 s 03       |
| 2006       | Championnats du monde en salle | Moscou         | 2e       | 60 m             | 7 s 01        |
| 2007       | Championnats du monde          | Osaka          | 2e       | 100 m            | 11 s 01       |
| 2007       | Championnats du monde          | Osaka          | 1re      | 4 x 100 m        | 41 s 98       |
| 2007       | Finale mondiale                | Stuttgart      | 5e       | 100 m            | 11 s 31       |
| 2007       | Finale mondiale                | Stuttgart      | 5e       | 200 m            | 22 s 94       |
| 2008       | Jeux olympiques d'été          | Pékin          | 4e       | 100 m            | 11 s 03       |
| 2008       | Finale mondiale                | Stuttgart      | 6e       | 100 m            | 11 s 22       |
| 2008       | Finale mondiale                | Stuttgart      | 6e       | 200 m            | 23 s 30       |
| 2009       | Championnats du monde          | Berlin         | 5e       | 100 m            | 11 s 01       |
| 2012       | Jeux olympiques d'été          | Londres        | 1re      | 4 x 100 m        | -             |
| 2012       | DécaNation                     | Albi           | 1re      | 100 m            | 11 s 31       |
| Bobsleigh  |                                |                |          |                  |               |
| 2014       | Jeux olympiques d'hiver        | Sotchi         | 2e       | Bobsleigh à deux | 3 min 50 s 71 |

## Records
| Épreuve | Performance | Lieu   | Date         |
| ------- | ----------- | ------ | ------------ |
| 60 m    | 7 s 01      | Moscou | 10 mars 2006 |
| 100 m   | 10 s 88     | Zurich | 19 août 2005 |
| 200 m   | 22 s 27     | Carson | 22 mai 2005  |